# ATM (film)
ATM is een Amerikaanse thrillerfilm uit 2012. Het was het regiedebuut van David Brooks, die eerder de film Buried had geschreven. De drie hoofdrollen worden vertolkt door Brian Geraghty, Alice Eve en Josh Peck. De film werd in september 2010 opgenomen in de Canadese stad Winnipeg en slecht ontvangen door de critici, met 9% bij Rotten Tomatoes en 34% bij Metacritic.

## Verhaal
Op het bedrijfskerstfeestje biedt David de mooie Emily een lift naar huis aan. Zijn vriend Corey dringt zich op om mee te rijden. Op Coreys aandringen stoppen ze op een verlaten parkeerterrein aan een bankautomaat die in een kleine cabine staat. Als ze weer willen vertrekken staat daar een man roerloos te kijken. Ze houden hem eerst voor een overvaller, maar dan loopt hij op een voorbijganger af en slaat hem dood. Er is geen alarmknop en hun gsm's liggen nog in de auto, en dus zitten ze vast in de cabine.
Ze proberen de man geld te geven, maar hij laat hen niet gaan. Ze slagen erin de aandacht van een veiligheidsagent op ronde te trekken, maar die wordt eveneens gedood. Als een man plots de cabine binnenkomt houden ze hem voor de moordenaar en verstikken hem. Het blijkt een onschuldige passant te zijn die de bankautomaat wilde gebruiken. Na een paar uur in de vrieskou waagt Corey een vluchtpoging, maar hij loopt in op een struikeldraad en wordt door de man neergestoken. Hij blijkt nog te leven en David en Emily slagen erin hem terug te halen terwijl de man achter de cabine bezig is. Hierop blokkeert die de deur met Davids auto en zet de cabine onder water. Corey sterft later alsnog aan onderkoeling.
Emily slaagt er ten slotte in vanaf Davids schouders een sprinkler te activeren, maar valt dan op haar hoofd en komt om. De man ramt intussen Davids auto naar binnen met die van de bewakingsagent. David maakt een molotovcocktail van een fles sterke drank en gooit die naar de man, maar het blijkt de dode bewakingsagent te zijn. Dan arriveren de politie en brandweer, en David wordt ingerekend. Op de bewakingsbeelden is te zien hoe David te keer gaat tegen de bankautomaat — in de hoop dat een alarm zou afgaan, de passant en zelfs even tegen Emily. De moordenaar komt niet één keer in beeld. In de slotscène is te zien hoe de man zijn volgende aanval nauwgezet voorbereidt.

## Rolverdeling
- Brian Geraghty als David Hargrove, de financieel adviseur.
- Alice Eve als Emily Brandt, de vrouwelijke collega die net ontslag nam en op wie David een oogje heeft.
- Josh Peck als Corey Thompson, Davids collega en vriend.
- Tori Murray als de seriemoordenaar. Hij komt nooit herkenbaar in beeld.